# Ocean Vuong

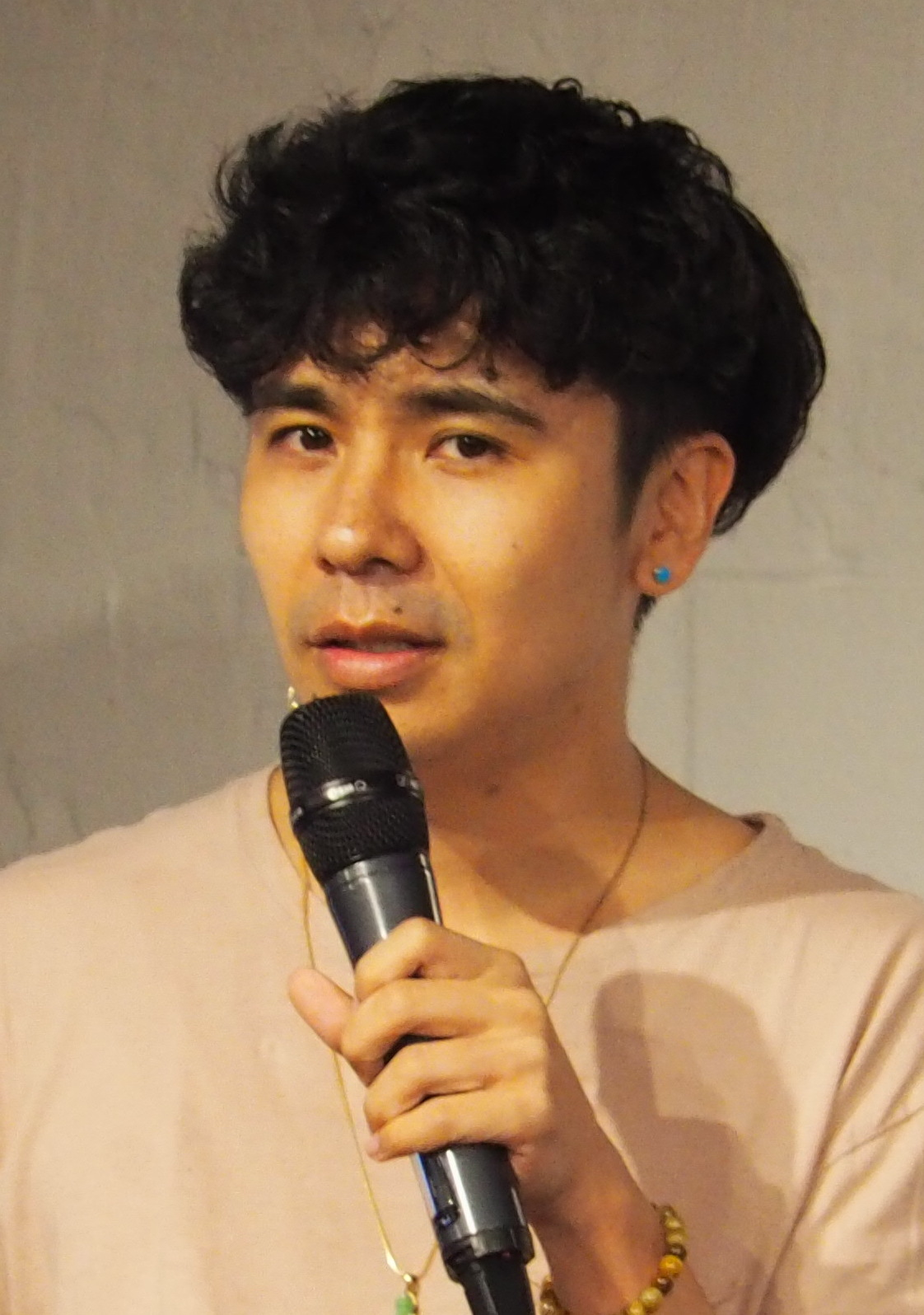
Ocean Vuong, 2019

Ocean Vuong, geb. Vương Quốc Vinh (* 14. Oktober 1988 in Ho-Chi-Minh-Stadt), ist ein vietnamesisch-US-amerikanischer Lyriker, Literaturwissenschaftler und Schriftsteller.

## Frühes Leben
Vuong verbrachte die ersten Monate seines Lebens auf einer Reisfarm in Ho-Chi-Minh-Stadt. Seine Mutter und Großmutter waren Analphabeten. Seine Großmutter hatte während des Vietnamkriegs drei Töchter mit einem US-amerikanischen Soldaten bekommen. Sein Großvater, der sich in den USA aufhielt, als der Krieg zu Ende ging, kehrte nicht mehr nach Vietnam zurück. Erst in den USA habe Vuong ihn kennengelernt. Aufgrund der Diskriminung gegen Kinder aus Mischehen entschieden sich seine Mutter, Tante und Großmutter mit ihm und ihren Verwandten Vietnam zu verlassen. 1990 wanderten er und sechs weitere Verwandte nach Hartford (Connecticut) aus, nachdem sie sich ein Jahr in einem Flüchtlingslager auf den Philippinen aufgehalten hatte. In den USA lebten sie in ärmlichen Verhältnissen und Vuong arbeitete bereits während der Schulzeit, um die Familienkasse aufzustocken.

## Studium und Beruf
Nach einigen Umwegen, studierte Vuong englische Literatur mit Abschluss B.A. am Brooklyn College, unter anderem bei Ben Lerner. Danach beendete er seine Studien 2016 mit einem M.F.A. in Lyrik an der New York University. Vuongs Texte und Gedichte wurden in vielen englischsprachigen Journalen publiziert. Vuong lebt offen schwul mit einem Lebensgefährten. Er ist praktizierender Zen-Buddhist.
Gegenwärtig lebt Vuong in Northampton, Massachusetts, wo er einige Jahre als Assistant Professor im Master of Fine Arts Programm für Schriftsteller an der University of Massachusetts in Amherst arbeitete. Seit 2022 hat er außerdem einen Wohnsitz in New York City, wo er Professor für Kreatives Schreiben an der New  York University ist.

## Themen und Engagement

### Vietnamkrieg
In seinem Roman mit dem Titel Auf Erden sind wir kurz grandios entlarvt er den Mythos vom amerikanischen Traum und zeigt, wie der Vietnamkrieg bis heute viele Seelen vergiftet. Mit seinem Debüt-Roman – einem Hybrid aus Prosa, Essay und Gedicht – entwickelt er eine neue Form politischer Literatur und zeigt dabei, wie der Krieg die Körper verhärtet, und das Leben in einer strukturell gewalttätigen Gesellschaft der USA. Er bekam aus Fachkreisen großes Lob für sein literarisches Können.

### Unterstützung für Kamila Shamsie
Vuong kritisierte im September 2019 mit rund 300 Kulturschaffenden, dass die Stadt Dortmund die Verleihung des Nelly-Sachs-Preises an die Schriftstellerin Kamila Shamsie wegen deren Unterstützung der umstrittenen BDS-Kampagne (Boycott, Divestment and Sanctions gegen Israel), über die die Jury nicht informiert war, widerrufen hatte.

### Future Library
2020 schrieb Vuong einen Beitrag für das Kunstprojekt Future Library der schottischen Künstlerin Katie Paterson. Es soll im Jahr 2114 in einer 100 Texte umfassenden Anthologie veröffentlicht werden. Bis dahin wird das Manuskript unveröffentlicht und ungelesen in der Deichmanske bibliotek in Oslo verwahrt.

## Politische Einstellungen
Im Oktober 2024 gehörte Vuong zu den Unterzeichnern eines Aufrufs zum Boykott israelischer Kulturinstitutionen, „die an der überwältigenden Unterdrückung der Palästinenser mitschuldig sind oder diese stillschweigend beobachtet haben“.

## Werke
Roman
- Auf Erden sind wir kurz grandios. Aus dem amerikanischen Englisch von Anne-Kristin Mittag. Hanser, München 2019.[14]
- Der Kaiser der Freude. Aus dem amerikanischen Englisch von Anne-Kristin Mittag und Nikolaus Stingl. Hanser, München 2025.[15]

Lyrik
- Nachthimmel mit Austrittswunden. Gedichte., 232 S., zweisprachig, aus dem amerikanischen Englisch von Anne-Kristin Mittag, Hanser Verlag, München 2020.[16]
- Zeit ist eine Mutter. Gedichte., 128 S., zweisprachig, aus dem amerikanischen Englisch von Anne-Kristin Mittag, Hanser Verlag, München 2022.[17]

## Auszeichnungen (Auswahl)
- Pushcart Prize, 2014
- Lannan Literary Fellowship for Poetry, 2016[18]
- Forward Poetry Prize, 2017
- T. S. Eliot Prize, 2017
- MacArthur Fellowship, 2019